# Joe Cullen (Dartspieler)
Joseph „Joe“ Cullen (* 13. Juli 1989 in Bradford, England) ist ein professioneller englischer Dartspieler, welcher der Professional Darts Corporation (PDC) angehört. Sein Spitzname lautet The Rockstar.

## Karriere

### 2008–2011: Vom Youngster zum ersten WM-Sieg
Joe Cullens Profikarriere startete im Jahr 2008. Im Gegensatz zu vielen anderen Dartprofis spielte er von Anfang an die Turniere der Professional Darts Corporation, ohne vorher bei der British Darts Organisation anzutreten.
Im Mai 2008 spielte Cullen den UK Open Amateur Qualifier, den er erfolgreich absolvieren konnte. Somit war Cullens erstes richtiges Profi-Turnier die UK Open 2008, welches auch gleichzeitig seine erste Teilnahme bei einem Darts-Major war. Hierbei gewann Cullen sein erstes Spiel mit 6:3 gegen Dennis Smith, bevor er in der Runde der letzten 64 gegen Chris Mason ausschied. Er spielte daraufhin die noch folgenden Players Championship-Turniere, gewann dabei jedoch nie mehr als ein Spiel.
Beim Qualifier für die PDC World Darts Championship 2009 gelang es Cullen nicht, sich für die Weltmeisterschaft zu qualifizieren. Er durfte jedoch beim New Kids on the Oche im Vorfeld der WM antreten und schaffte es dort bis ins Finale.
Das Jahr 2009 begann für Cullen mit einem erstmaligen Einzug in die Runde der letzten 32 auf der PDC Pro Tour 2009 bei der Bobby Bourn Memorial Trophy. Nach erfolgreichen Auftritten bei den UK Open Qualifiers 2009, wo er sogar einmal das Achtelfinale erreichte, qualifizierte er sich erneut für die UK Open 2009. Dort musste er sich jedoch in der ersten Runde Justin Pipe geschlagen geben. Beim PDPA Players Championship Germany 3 erreichte Cullen erstmals ein Halbfinale auf der Pro Tour, welches er gegen den späteren Turniersieger Andy Smith verlor. Weitere Erfolge blieben bei Cullen jedoch vorerst aus.
Bei den UK Open Qualifiers 2010 erreichte Cullen erneut ein Achtelfinale und qualifizierte sich für die UK Open 2010, wo er es in die zweite Runde schaffte.
Zu einem weiteren Achtelfinale auf der PDC Pro Tour 2010 kam es beim Players Championship Barnsley 2. Insgesamt konnte Cullen in diesem Jahr mehrere Spiele auf der Tour gewinnen, unter anderem kam es zu einer Viertelfinalteilnahme im Oktober, wodurch er sich erstmals über die Players Championship Order of Merit für die PDC World Darts Championship qualifizierte. Vorher jedoch spielte Cullen die PDC World Youth Championship 2011 und erreichte das Achtelfinale.
Bei seiner ersten WM-Teilnahme musste sich Cullen knapp mit 2:3 in Sätzen gegen Terry Jenkins geschlagen geben. Er erhielt jedoch als Teil der Top 101 der PDC Order of Merit direkt die neu geschaffene Tour Card, die dazu berechtigt, alle Turnier der PDC Pro Tour zu spielen. Beim UK Open Qualifier Nr 6 kam Cullen erstmals in ein Ranglistenfinale, welches er gegen Phil Taylor mit 1:6 verlor. Bei den UK Open 2011 gewann er erneut ein Spiel.
Mit 21 Jahren war es ihm allerdings auch noch gestattet, die PDC Youth Tour zu spielen, bei der er am 14. Mai 2011 seinen ersten PDC-Titel erzielen konnte. Er gewann im Finale mit 4:2 gegen Paul Barham. Diesem Titel folgten zwei weitere auf der Youth Tour im Juni gegen Gino Vos und im Oktober gegen Michael Smith.
Seine guten Leistungen auf der Tour reichten jedoch nicht aus, um sich direkt für die PDC World Darts Championship 2012 zu qualifizieren. Allerdings erreichte er beim World Championship Qualifier das Finale, wodurch er für die Vorrunde der WM qualifiziert war. Dort errang er mit 4:2 gegen Oliver Ferenc seinen ersten WM-Sieg, musste sich jedoch in der ersten Runde erneut gegen Terry Jenkins geschlagen geben, diesmal deutlich mit 0:3 in Sätzen.

### 2012–2016: Der Weg in die Top 32 der Welt
Die UK Open Qualifiers 2012 konnte Cullen unter anderem mit einem Halbfinaleinzug erneut erfolgreich abschließen. Eine Woche vorher spielte Cullen bei den Austrian Darts Open 2012, dem ersten je ausgetragenen European Tour-Event mit und besiegte Brendan Dolan, Simon Whitlock und Mark Walsh, bevor er sich im Viertelfinale Justin Pipe geschlagen geben musste. Bei der PDC World Youth Championship 2012 verlor Cullen in der Runde der letzten 32 gegen Dirk van Duijvenbode.
Bei den UK Open 2012 zog Cullen erstmals in ein Major-Achtelfinale ein. Dafür schlug er Jim Walker und Colin Lloyd, bevor er von Jamie Caven mit 9:8 gestoppt wurde.
2012 qualifizierte sich Cullen erstmals für das World Matchplay, bei dem er jedoch in der ersten Runde gegen Justin Pipe verlor. Bei den Players Championships 2012 erreichte Cullen zweimal das Viertelfinale und schaffte es damit über die PDC Pro Tour Order of Merit zur PDC World Darts Championship 2013, er verlor jedoch wieder deutlich mit 0:3 in Sätzen diesmal gegen John Part.
Bei den Austrian Darts Open 2013 kam Cullen wie im Vorjahr ins Viertelfinale, das er mit 0:6 gegen den späteren Finalisten Mervyn King verlor. Bei den Players Championships 2013 reichte es für Cullen jedoch nur für zwei Viertelfinals.
Bei der PDC World Darts Championship 2014 verlor Cullen zum dritten Mal in Folge in der ersten Runde mit 0:3, diesmal gegen Peter Wright. Nach schwachen Auftritten bei den UK Open Qualifiers 2014 qualifizierte er sich zum ersten Mal sein 2007 nicht für die UK Open. Bei den Players Championships 2014 kam Cullen zweimal ins Halbfinale.
Die PDC World Darts Championship 2015 endete für Cullen erneut in der ersten Runde, er konnte gegen Michael van Gerwen jedoch einen Satz gewinnen.
Beim European Darts Grand Prix kam Cullen erneut ins Viertelfinale, welches er mit  4:6 gegen Mensur Suljović verlor. Er schaffte erneut deine Qualifikation für die PDC World Darts Championship 2016, kassierte jedoch zum vierten Mal einen Whitewash in der ersten Runde, diesmal gegen Jelle Klaasen.
2016 begann für Cullen mit guten Auftritten bei den UK Open Qualifiers. Bei den darauffolgenden UK Open erzielte Cullen erstmals eine Viertelfinalteilnahme. Dort verlor er allerdings gegen den späteren Finalisten Peter Wright. Auf der PDC Pro Tour 2016 spielte Cullen nun jedoch hoch auf. Halbfinale im Players Championship Nr. 1 Viertelfinale am Folgetag und sein erstes Halbfinale auf der European Tour beim German Darts Masters, welches er mit 1:6 gegen den Turniersieger Michael van Gerwen verlor. Beim Players Championship Nr. 9 verlor Cullen erst im Finale gegen Benito van de Pas. Auch beim Players Championship Nr. 11 schied Cullen erst im Finale aus, diesmal gegen Ian White. Er qualifizierte sich erneut für das World Matchplay und erstmals auch für den World Grand Prix schied jedoch beide Male in der ersten Runde aus.  Bei der European Darts Championship 2016, für die sich Cullen ebenfalls das erste Mal qualifizierte, konnte er in die zweite Runde einziehen. Er wurde daraufhin von der PDC zu den World Series of Darts Finals eingeladen, bei denen er jeweils Joe Murnan und Gary Anderson im Letzten Leg besiegte, bevor er im Viertelfinale von Peter Wright gestoppt wurde. Bei den Players Championship Finals 2016, dem letzten Turnier vor der Weltmeisterschaft, erreichte Cullen das Achtelfinale.
Zu Beginn der PDC World Darts Championship 2017 stand Cullen erstmals in den Top 32 der PDC Order of Merit und war damit in der ersten Runde gesetzt. Es gelang ihm, Corey Cadby in der ersten Runde mit 3:1 in Sätzen zu schlagen damit erstmals in die zweite Runde einzuziehen. Dort verlor er jedoch mit 0:4 gegen Adrian Lewis.

### 2017–2020: Erste Titel auf der Pro Tour

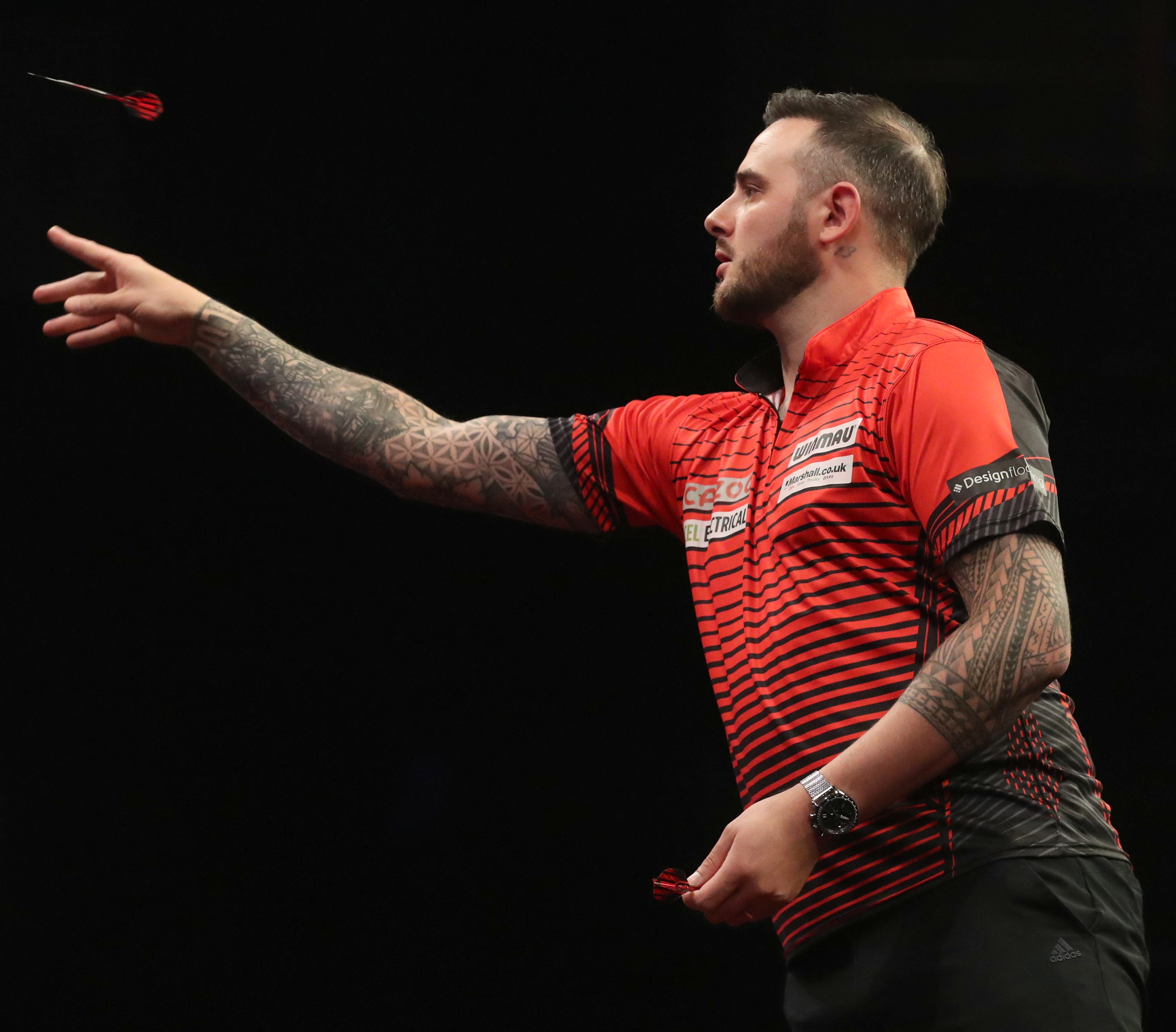
Joe Cullen (2022)

Nach einer Achtelfinalteilnahme bei den UK Open 2017 gelang Cullen beim Players Championship Nr. 4 in seinem Zweitrundenmatch gegen Jim Brown ein Nine dart finish. Seine Leistungen auf der PDC Pro Tour konnte er im Vergleich zum Vorjahr noch einmal steigern, unter anderem mit seinem ersten Turniersieg, als er gegen Daryl Gurney im Finale des Players Championship Nr. 8 mit 6:5 in Legs gewann. Dazu kamen zwei Viertelfinalteilnahmen auf der European Darts Tour 2017 beim European Darts Grand Prix und dem European Darts Matchplay, sowie ein Halbfinale bei den Austrian Darts Open, welches er mit 4:6 gegen Michael Smith verlor.
Zwei Wochen später folgte sein zweiter Titel auf der Pro Tour. Er gewann das Finale des Players Championship Nr. 16 gegen Zoran Lerchbacher mit 6:4 in Legs. Beim darauffolgenden World Matchplay 2017 verlor Cullen jedoch in der ersten Runde gegen Raymond van Barneveld.
Bei den International Darts Open 2017 schied Cullen erst im Halbfinale gegen Kim Huybrechts aus. Beim World Grand Prix konnte er erstmals ein Spiel gewinnen. Er schlug in der ersten Runde Darren Webster mit 2:1 in Sätzen, verlor dann aber gegen Daryl Gurney mit 1:3. Die Pro Tour 2017 endete für Cullen mit einem Viertelfinale bei der European Darts Trophy 2017. Sowohl bei der European Darts Championship als auch bei den Players Championship Finals konnte er dann jedoch kein Spiel gewinnen.
Bei der PDC World Darts Championship 2018 war Cullen als Nummer 19 der Order of Merit gesetzt, überraschte allerdings mit einem 2:3-Erstrundenaus gegen Jermaine Wattimena.
Bei der PDC Pro Tour 2018 konnte Cullen dann wieder mit guten Ergebnissen glänzen, vor allem bei der European Darts Tour 2018 trumpfte er auf. Bei insgesamt sechs European-Tour-Events kam er ins Viertelfinale und mit den Austrian Darts Open und der German Darts Championship auch zweimal ins Halbfinale.
Beim World Matchplay 2018 schaffte es Cullen nach Siegen über Gerwyn Price und Daryl Gurney erstmals ins Viertelfinale, in dem er mit 17:19 von Gary Anderson geschlagen wurde. Beim World Grand Prix war jedoch diesmal kein Sieg drin.
Die European Darts Championship 2018 endete für Cullen mit seinem bisher besten Ergebnis bei einem Darts-Major. Nach Siegen über Jelle Klaasen, Michael Smith und Rob Cross stand er erstmals in einem Major-Halbfinale, in welchem er erst im Letzten Leg mit 10:11 von Simon Whitlock gestoppt wurde. Auch bei den Players Championship Finals 2018 gewann Cullen zwei Spiele und kam somit ins Achtelfinale.
Mit dem neuen Modus der PDC World Darts Championship 2019 war Cullen als Nummer 14 der Welt direkt in Runde 2 gesetzt. Er verlor jedoch deutlich sein erstes Spiel mit 0:3 in Sätzen gegen Brendan Dolan. Seine guten Leistungen aus den Vorjahren sorgten jedoch dafür, dass er sich erstmals für das Masters qualifizierte und konnte mit einem Sieg über Rob Cross sogar das Viertelfinale erreichen, das er gegen James Wade verlor.
Auf der PDC Pro Tour 2019 kam es dann wieder zu zwei Viertelfinals auf der European Tour, sowie einem Finale bei den Players Championships, welches er gegen Peter Wright verlor, ehe er einen seiner bisher größten Titel einfahren. Beim European Darts Matchplay 2019 spielte sich Cullen bis ins Finale, welches er mit 8:5 in legs gegen Michael van Gerwen gewann und damit 25.000 Britische Pfund einstrich.
Sowohl bei der European Darts Championship 2019 als auch den Players Championship Finals 2019 kam Cullen in die zweite Runde.
Die PDC World Darts Championship 2020 begann für Cullen als Nummer 15 der Welt erneut in der zweiten Runde, endete aber auch wieder nach einem Spiel. Er verlor überraschend mit 1:3 in Sätzen gegen Nico Kurz. Beim anschließenden Masters war für Cullen ebenfalls nach seinem ersten Spiel Schluss.

### Seit 2020: Rückkehr in die Top 16 der Welt

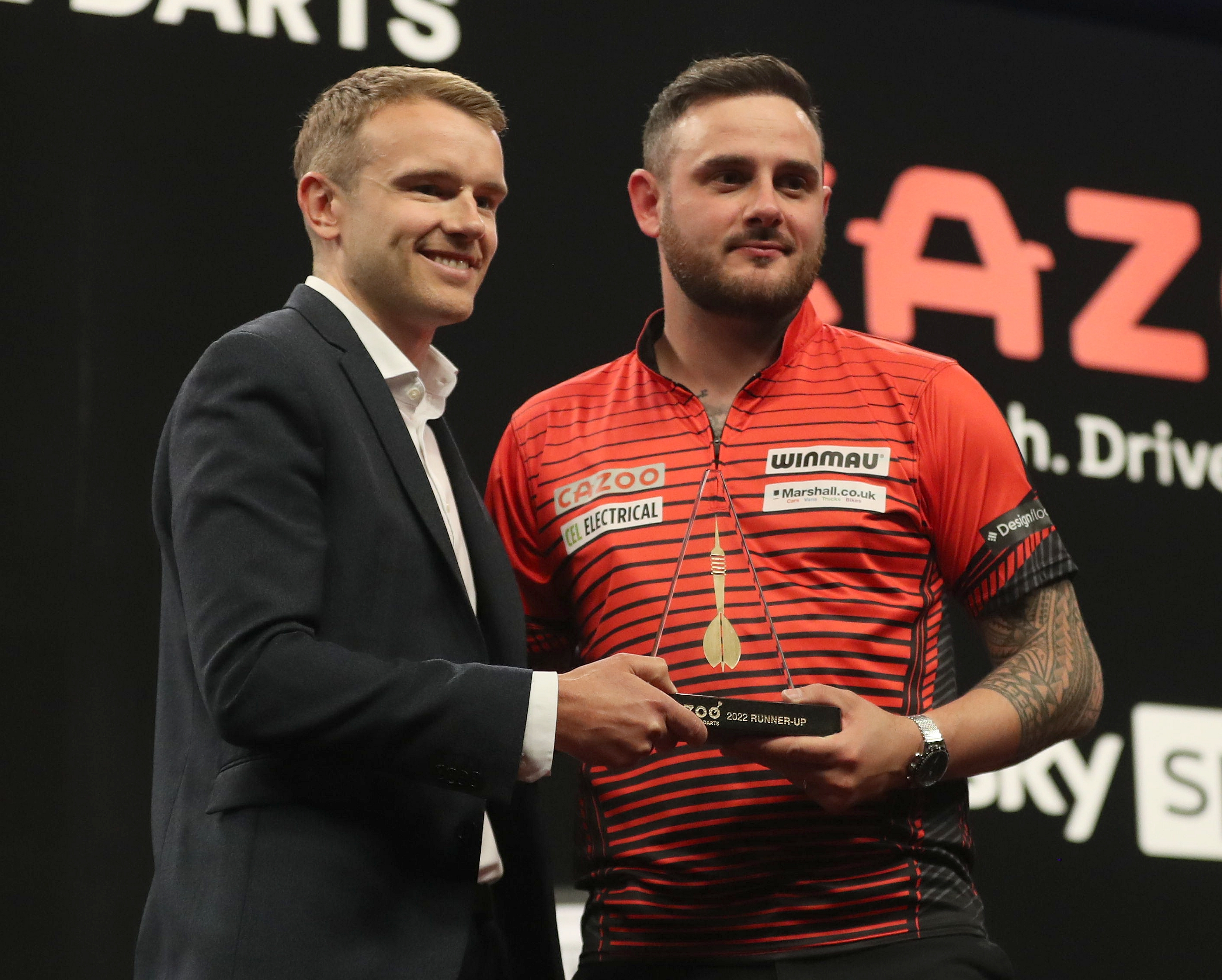
Joe Cullen mit der Runner-Up-Auszeichnung der Premier League Darts 2022 in Berlin

Die Saison 2020 startete für Cullen mit zwei Viertelfinals bei den Players Championships und einem Sieg bei den UK Open, bevor die COVID-19-Pandemie den Dartsport vorerst zum Erliegen brachte. Bei der aus diesem Grund geschaffenen PDC Home Tour kam Cullen bis in die dritte Runde.
Beim World Matchplay 2020 war Cullen erstmals wieder nicht als Top 16-Spieler gesetzt, gewann aber dennoch sein erstes Spiel gegen Ian White mit 13:12, bevor er in der zweiten Runde gegen den späteren Turniersieger Dimitri Van den Bergh ausschied. Das Players Championship Nummer 15 endete für Cullen im Finale, als er mit 4:8 gegen Damon Heta verlor. Bei den World Series of Darts Finals, für die sich Cullen über den Tour Card Holde Qualifier qualifizierte, kassierte er in der ersten Runde einen Whitewash gegen Vincent van der Voort.
Beim World Grand Prix 2020 schaffte es Cullen nach Siegen über Daryl Gurney und Jonny Clayton bis ins Viertelfinale, wo er 2:3 gegen Dave Chisnall ausschied.
Bei den International Darts Open 2020 fuhr Cullen dann seinen zweiten Titel auf der European Darts Tour ein. Er gewann gegen Robert Marijanović, Dave Chisnall, Ross Smith und Michael Smith, bevor er im Finale erneut Michael van Gerwen mit 5:8 schlug. Bei der darauffolgenden European Darts Championship 2020 war Cullen als Nummer 1 der European Tour Order of Merit gesetzt, verlor jedoch direkt das erste Match gegen William O’Connor.
Bei der PDC Winter Series gewann Cullen das letzte Players-Championship-Turnier des Jahres 2020 gegen Krzysztof Ratajski. Außerdem konnte er sich durch seinen Sieg auf der European Tour erstmals für den Grand Slam of Darts qualifizieren, schied jedoch direkt als Gruppenletzter aus. Bei den Players Championship Finals 2020 kam Cullen bis ins Viertelfinale, welches er gegen Gerwyn Price verlor.
Bei der PDC World Darts Championship 2021 erzielte Cullen sein bisher bestes Ergebnis bei einer Weltmeisterschaft. Wieder in der zweiten Runde gesetzt, gewann er sein erstes Spiel mit 3:0 in Sätzen gegen Wayne Jones. In der zweiten Runde gewann er dann deutlich knapper mit 4:3 gegen Jonny Clayton, wobei das Spiel erst im letzten Leg entschieden wurde. Hierbei glänzte Cullen mit einem 100er-Checkout über 20 Doppel-20 Doppel-20 unter großem Druck, mit dem er das Match für sich entscheiden konnte.
In der vierten Runde spielte Cullen dann ein denkwürdiges Match gegen Michael van Gerwen. Nach einer 3:1-Führung gab Cullen das Spiel noch mit 3:4 aus der Hand, spielte jedoch in der Partie, welche über 34 von 35 möglichen Legs ging, insgesamt 19 180er und vergab bereits in Satz 5 und 7 je einen Matchdart, bevor es im letzten Leg des letzten Satzes entschieden wurde.
Bei den Players Championships 2021 gewann er das erste Players-Championship-Turnier des Jahres 2021 gegen Jonny Clayton. Auch beim Turnier Nummer 13 war Cullen erfolgreich, diesmal gegen Gerwyn Price.
Mit dem Sieg beim Masters 2022 konnte er erstmals ein Major-Turnier für sich entscheiden. Er schlug im Finale Dave Chisnall mit 11:9. Anschließend wurde er erstmals für die Premier League Darts nominiert, wo er bis in die Play-offs vordrang. Hier stellte er im Halbfinale am 13. Juni 2022 beim 10:4-Sieg gegen Jonny Clayton mit elf 180er den Rekord der meisten 180er in einem Spiel in der Premier League Darts ein, welcher bislang lediglich von Gary Anderson und José de Sousa erreicht wurde. Im Finale unterlag er schließlich im Decider gegen Michael van Gerwen mit 10:11. Bei den Players Championships 2022 gewann er die Players Championships 3 und 4. Beim Players Championship 5 am 19. März 2022 spielte er gegen James Wilson ein Nine dart finish.
Beim World Matchplay 2022 kam das Aus im Achtelfinale erneut gegen Michael van Gerwen. Später erhielt er die Gelegenheit bei den Turnieren der World Series of Darts in Ozeanien anzutreten. In Queensland erreichte er direkt das Halbfinale, indem abermals van Gerwen zu stark war. Auch in Noew South Wales wiederholte er selbiges. Beim Grand Slam of Darts 2022 erreichte er erstmals das Viertelfinale, unterlag dort jedoch knapp dem späteren Turniersieger Michael Smith.
Bei der Weltmeisterschaft 2023 konnte er Siege gegen Ricky Evans und Damon Heta verbuchen, scheiterte dann aber erneut an Smith. Beim Masters 2023 unterlag er als Titelverteidiger in Runde 1. Anschließend erhielt der Sieger diesen Turnieres, Chris Dobey eine Einladung für die Premier League 2023. Cullen ging leer aus. Beim World Matchplay 2023 konnte er sich bis ins Halbfinale vorspielen. Dort wurde sein Lauf vom späteren Sieger Nathan Aspinall gestoppt. Auch bis ins Halbfinale ging es für Cullen erstmals beim World Grand Prix. Dort war Luke Humphries deutlich überlegen.
Zu Anfang der Weltmeisterschaft 2024 setzte sich Cullen gegen Darren Penhall durch. Anschließend konnte er auch Ryan Searle besiegen. In einem von großer Dramatik geprägten Spiel schied er dann gegen den späteren Weltmeister Humphries aus.

## Weltmeisterschaftsresultate

### PDC-Junioren
- 2011: Achtelfinale (3:4-Niederlage gegen  Lewis Venes)
- 2012: 2. Runde (4:5-Niederlage gegen  Dirk van Duijvenbode)

### PDC
- 2011: 1. Runde (2:3-Niederlage gegen  Terry Jenkins)
- 2012: 1. Runde (0:3-Niederlage gegen  Terry Jenkins)
- 2013: 1. Runde (0:3-Niederlage gegen  John Part)
- 2014: 1. Runde (0:3-Niederlage gegen  Peter Wright)
- 2015: 1. Runde (1:3-Niederlage gegen  Michael van Gerwen)
- 2016: 1. Runde (0:3-Niederlage gegen  Jelle Klaasen)
- 2017: 2. Runde (0:4-Niederlage gegen  Adrian Lewis)
- 2018: 1. Runde (2:3-Niederlage gegen  Jermaine Wattimena)
- 2019: 2. Runde (0:3-Niederlage gegen  Brendan Dolan)
- 2020: 2. Runde (1:3-Niederlage gegen  Nico Kurz)
- 2021: Achtelfinale (3:4-Niederlage gegen  Michael van Gerwen)
- 2022: 3. Runde (3:4-Niederlage gegen  Martijn Kleermaker)
- 2023: Achtelfinale (1:4-Niederlage gegen  Michael Smith)
- 2024: Achtelfinale (3:4-Niederlage gegen  Luke Humphries)
- 2025: 3. Runde (3:4-Niederlage gegen  Gerwyn Price)

## Turnierergebnisse
| Turnier                                    | 2008               | 2009               | 2010               | 2011               | 2012               | 2013               | 2014               | 2015               | 2016               | 2017               | 2018               | 2019               | 2020               | 2021               | 2022              | 2023              | 2024              | 2025             |
| ------------------------------------------ | ------------------ | ------------------ | ------------------ | ------------------ | ------------------ | ------------------ | ------------------ | ------------------ | ------------------ | ------------------ | ------------------ | ------------------ | ------------------ | ------------------ | ----------------- | ----------------- | ----------------- | ---------------- |
| PDC-Ranking-Turniere                       |                    |                    |                    |                    |                    |                    |                    |                    |                    |                    |                    |                    |                    |                    |                   |                   |                   |                  |
| Weltmeisterschaft                          | nicht qualifiziert | nicht qualifiziert | nicht qualifiziert | 1R                 | 1R                 | 1R                 | 1R                 | 1R                 | 1R                 | 2R                 | 1R                 | 2R                 | 2R                 | AF                 | 3R                | AF                | AF                | 3R               |
| World Masters                              | nicht ausgetragen  | nicht ausgetragen  | nicht ausgetragen  | nicht ausgetragen  | nicht ausgetragen  | nicht ausgetragen  | nicht ausgetragen  | nicht ausgetragen  | nicht ausgetragen  | nicht ausgetragen  | nicht ausgetragen  | nicht ausgetragen  | nicht ausgetragen  | nicht ausgetragen  | nicht ausgetragen | nicht ausgetragen | nicht ausgetragen | AF               |
| UK Open                                    | 3R                 | 1R                 | 3R                 | 4R                 | AF                 | 3R                 | n/q                | 3R                 | VF                 | AF                 | 3R                 | 4R                 | 5R                 | 4R                 | 4R                | AF                | 4R                | 4R               |
| World Matchplay                            | nicht qualifiziert | nicht qualifiziert | nicht qualifiziert | nicht qualifiziert | 1R                 | nicht qualifiziert | nicht qualifiziert | nicht qualifiziert | 1R                 | 1R                 | VF                 | 1R                 | AF                 | AF                 | AF                | HF                | AF                | 1R               |
| World Grand Prix                           | nicht qualifiziert | nicht qualifiziert | nicht qualifiziert | nicht qualifiziert | nicht qualifiziert | nicht qualifiziert | nicht qualifiziert | nicht qualifiziert | 1R                 | AF                 | 1R                 | 1R                 | VF                 | 1R                 | AF                | HF                | VF                |                  |
| European Championship                      | nicht qualifiziert | nicht qualifiziert | nicht qualifiziert | nicht qualifiziert | nicht qualifiziert | nicht qualifiziert | nicht qualifiziert | nicht qualifiziert | AF                 | 1R                 | HF                 | AF                 | 1R                 | HF                 | 1R                | 1R                | 1R                |                  |
| Grand Slam of Darts                        | nicht qualifiziert | nicht qualifiziert | nicht qualifiziert | nicht qualifiziert | nicht qualifiziert | nicht qualifiziert | nicht qualifiziert | nicht qualifiziert | nicht qualifiziert | nicht qualifiziert | nicht qualifiziert | nicht qualifiziert | GP                 | AF                 | VF                | n/q               | n/q               |                  |
| Players Championship Finals                | n/a                | nicht qualifiziert | nicht qualifiziert | nicht qualifiziert | nicht qualifiziert | nicht qualifiziert | nicht qualifiziert | nicht qualifiziert | AF                 | 1R                 | AF                 | 2R                 | VF                 | 1R                 | VF                | 2R                | 1R                |                  |
| PDC-Turniere ohne Einfluss auf das Ranking |                    |                    |                    |                    |                    |                    |                    |                    |                    |                    |                    |                    |                    |                    |                   |                   |                   |                  |
| The Masters                                | nicht ausgetragen  | nicht ausgetragen  | nicht ausgetragen  | nicht ausgetragen  | nicht ausgetragen  | nicht qualifiziert | nicht qualifiziert | nicht qualifiziert | nicht qualifiziert | nicht qualifiziert | nicht qualifiziert | VF                 | AF                 | AF                 | S                 | 1R                | AF                | n/a              |
| Premier League Darts                       | nicht qualifiziert | nicht qualifiziert | nicht qualifiziert | nicht qualifiziert | nicht qualifiziert | nicht qualifiziert | nicht qualifiziert | nicht qualifiziert | nicht qualifiziert | nicht qualifiziert | nicht qualifiziert | nicht qualifiziert | nicht qualifiziert | nicht qualifiziert | F                 | nicht eingeladen  | nicht eingeladen  | nicht eingeladen |
| World Series of Darts Finals               | nicht ausgetragen  | nicht ausgetragen  | nicht ausgetragen  | nicht ausgetragen  | nicht ausgetragen  | nicht ausgetragen  | nicht ausgetragen  | n/q                | VF                 | n/q                | n/q                | n/t                | 1R                 | n/q                | VF                | n/t               | n/t               |                  |
| Karrierestatistiken                        |                    |                    |                    |                    |                    |                    |                    |                    |                    |                    |                    |                    |                    |                    |                   |                   |                   |                  |
| Jahresendplatzierung                       | 267                | 118                | 61                 | 38                 | 41                 | 36                 | 44                 | 48                 | 29                 | 19                 | 14                 | 15                 | 16                 | 13                 | 13                | 14                | 23                |                  |

| Legende zu den Turnierergebnissen | Legende zu den Turnierergebnissen | Legende zu den Turnierergebnissen | Legende zu den Turnierergebnissen | Legende zu den Turnierergebnissen | Legende zu den Turnierergebnissen | Legende zu den Turnierergebnissen | Legende zu den Turnierergebnissen | Legende zu den Turnierergebnissen | Legende zu den Turnierergebnissen |
| --------------------------------- | --------------------------------- | --------------------------------- | --------------------------------- | --------------------------------- | --------------------------------- | --------------------------------- | --------------------------------- | --------------------------------- | --------------------------------- |
| n/t                               | nicht teilgenommen                | n/q                               | nicht qualifiziert                | n/a                               | nicht ausgetragen                 | #R                                | Aus in jeweiliger Runde           | GP                                | Aus in der Gruppenphase           |
| AF                                | Achtelfinalist                    | VF                                | Viertelfinalist                   | HF                                | Halbfinalist                      | F                                 | Turnierfinalist                   | S                                 | Turniersieger                     |

## Titel

### PDC
- Majors
  - The Masters: 2022

- Pro Tour
  - Players Championships

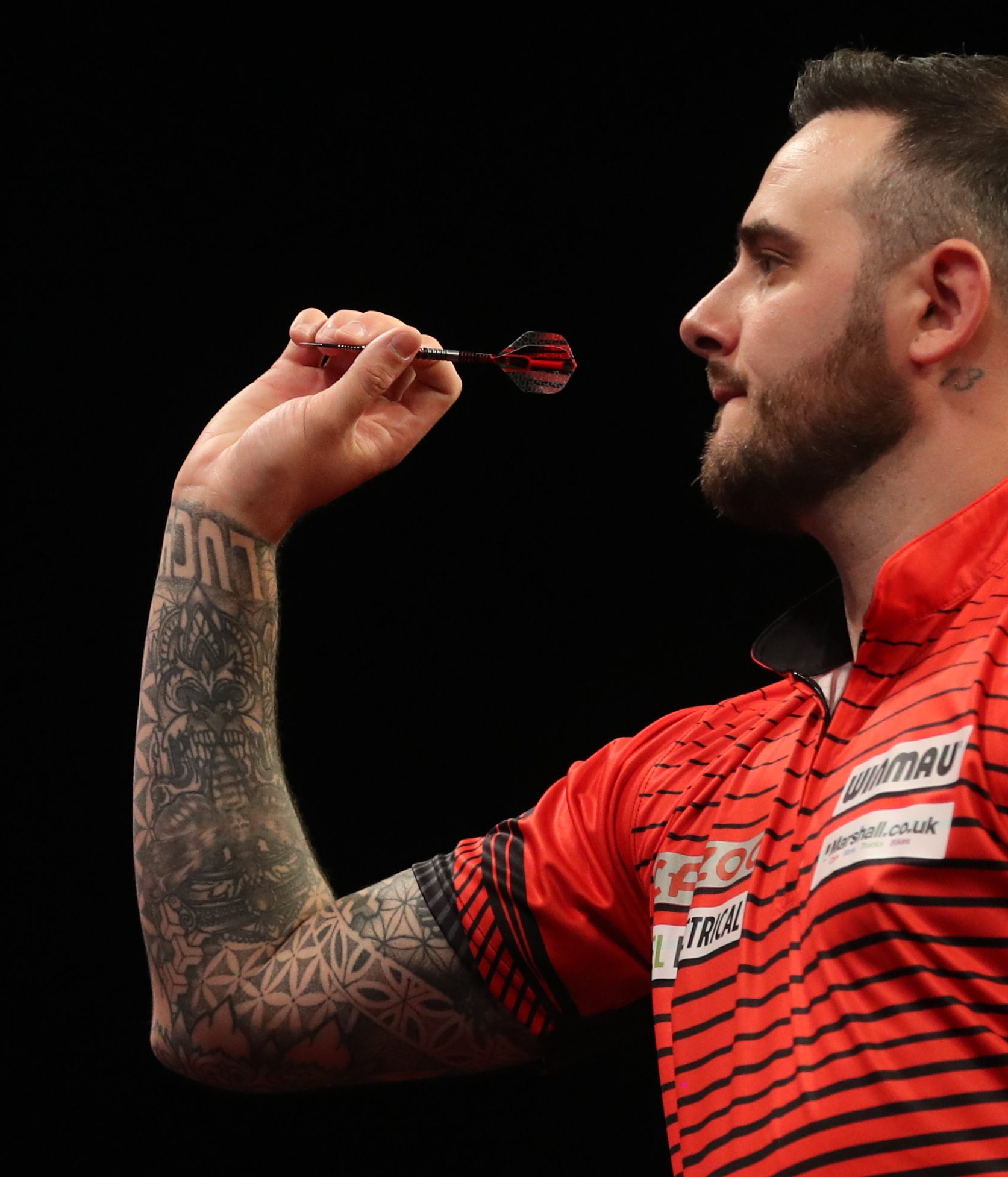
Joe Cullen (2022)

    - Players Championships 2017: 8, 16
    - Players Championships 2020: 23
    - Players Championships 2021: 1, 13
    - Players Championships 2022: 3, 4
    - Players Championships 2025: 5

  - European Darts Tour
    - European Darts Tour 2019: European Darts Matchplay
    - European Darts Tour 2020: International Darts Open
    - European Darts Tour 2022: Hungarian Darts Trophy
- Secondary Tour Events
  - PDC Development Tour
    - PDC Youth Tour 2011: 7, 10, 13

## Belege
1. ↑  PDC World Rankings. Professional Darts Corporation, 30. Juli 2025, abgerufen am 5. August 2025 (englisch).
2. ↑  Cullen Claims Maiden Title abgerufen am 24. Januar 2021
3. ↑  Ladbrokes World Darts Championship - Night Six abgerufen am 24. Januar 2021
4. ↑  Cullen's Maiden Title Delight abgerufen am 24. Januar 2021
5. ↑  Der Sieger des European Darts Matchplay 2019 heißt Joe Cullen! abgerufen am 24. Januar 2021
6. ↑  MvG erklärt sein episches Comeback abgerufen am 24. Januar 2021
7. ↑  Darts-WM 2024: Humphries gewinnt irren Thriller - Favoritenschreck wirft Anderson raus. 31. Dezember 2023, abgerufen am 29. März 2024.

| Personendaten    | Personendaten                                  |
| ---------------- | ---------------------------------------------- |
| NAME             | Cullen, Joe                                    |
| ALTERNATIVNAMEN  | Rockstar (Spitzname); Cullen, Joseph (amtlich) |
| KURZBESCHREIBUNG | englischer Dartspieler                         |
| GEBURTSDATUM     | 13. Juli 1989                                  |
| GEBURTSORT       | Bradford, England                              |